# Dysart et al
Les Municipalités unies de Dysart, Dudley, Harcourt, Guilford, Harburn, Bruton, Havelock, Eyre and Clyde (raccourcie Municipalité de Dysart et al signifiant Municipalité de Dysart et autre) est une municipalité du comté de Haliburton en Ontario centrale au Canada. Les municipalités originales étaient membres du Canadian Land and Emigration Company. La principale communauté de la municipalité se nomme Haliburton, communauté du Lac Head.

## Personnages marquants
- Matt Duchene, joueur de hockey sur glace professionnel.
- Cody Hodgson, joueur de hockey sur glace professionnel.
- Howie Lockhart, gardien de but de hockey sur glace professionnel.
- Bernie Nicholls, joueur de hockey sur glace professionnel.
- Ron Stackhouse, joueur de hockey sur glace professionnel.

## Démographie
| 2001  | 2006  | 2011  | 2016  |
| ----- | ----- | ----- | ----- |
| 4 924 | 5 526 | 5 966 | 6 280 |